# Patrick Ortlieb
Patrick Ortlieb (* 20. května 1967, Bregenz) je bývalý rakouský alpský lyžař. Na olympijských hrách v Albertville roku 1992 vyhrál sjezdařský závod. Jedno zlato má i ze světového šampionátu, když ovládl sjezd v Sierra Nevadě roku 1996. Vyhrál čtyři závody světového poháru, jeho nejlepším celkovým umístěním bylo třetí místo ve sjezdu, tuto pozici získal hned třikrát v letech 1994–1996. V roce 1992 byl zvolen rakouským sportovcem roku. Závodní kariéru ukončil v roce 1999, v 31 letech, po vážném pádu na trati v Kitzbühelu. O rok později byl zvolen za nacionalistickou Svobodnou stranu Rakouska do parlamentu. Byl poslancem tři roky. V současnosti je majitelem hotelu v obci Lech am Arlberg. Jeho dcera Nina Ortliebová se rovněž věnuje alpskému lyžování, je dvojnásobnou juniorskou mistryní světa.